# ایگور بوریسیک
ایگور بوریسیک (به انگلیسی: Ihor Borysyk) (زادهٔ ۲ ژوئن ۱۹۸۴) شناگر اهل اوکراین است.